# Грачёвский район (Липецкая область)
Грачёвский райо́н — упразднённый район Липецкой области.
Административный центр — село Грачёвка.

## История
Район был образован 31 декабря 1934 года при разделении Усманского района в составе Воронежской области. 
С образованием 6 января 1954 года Липецкой области включён в её состав. 4 июля 1956 район был упразднён, а его территория вошла в Усманского района.